# Barrado
Barrado is een dorp en gemeente in de Spaanse provincie Cáceres in de regio Extremadura. Barrado heeft 428 inwoners (1 januari 2016).

## Burgemeester
De burgemeester van Barrado is Jaime Díaz Breña.

## Geografie
Barbado heeft een oppervlakte van 21 km² en grenst aan de gemeenten Arroyomolinos de la Vera, Cabrero, Casas del Castañar, Gargüera en Piornal.

## Demografische ontwikkeling
Bron: INE, 1857-2011: volkstellingen

## Galerij

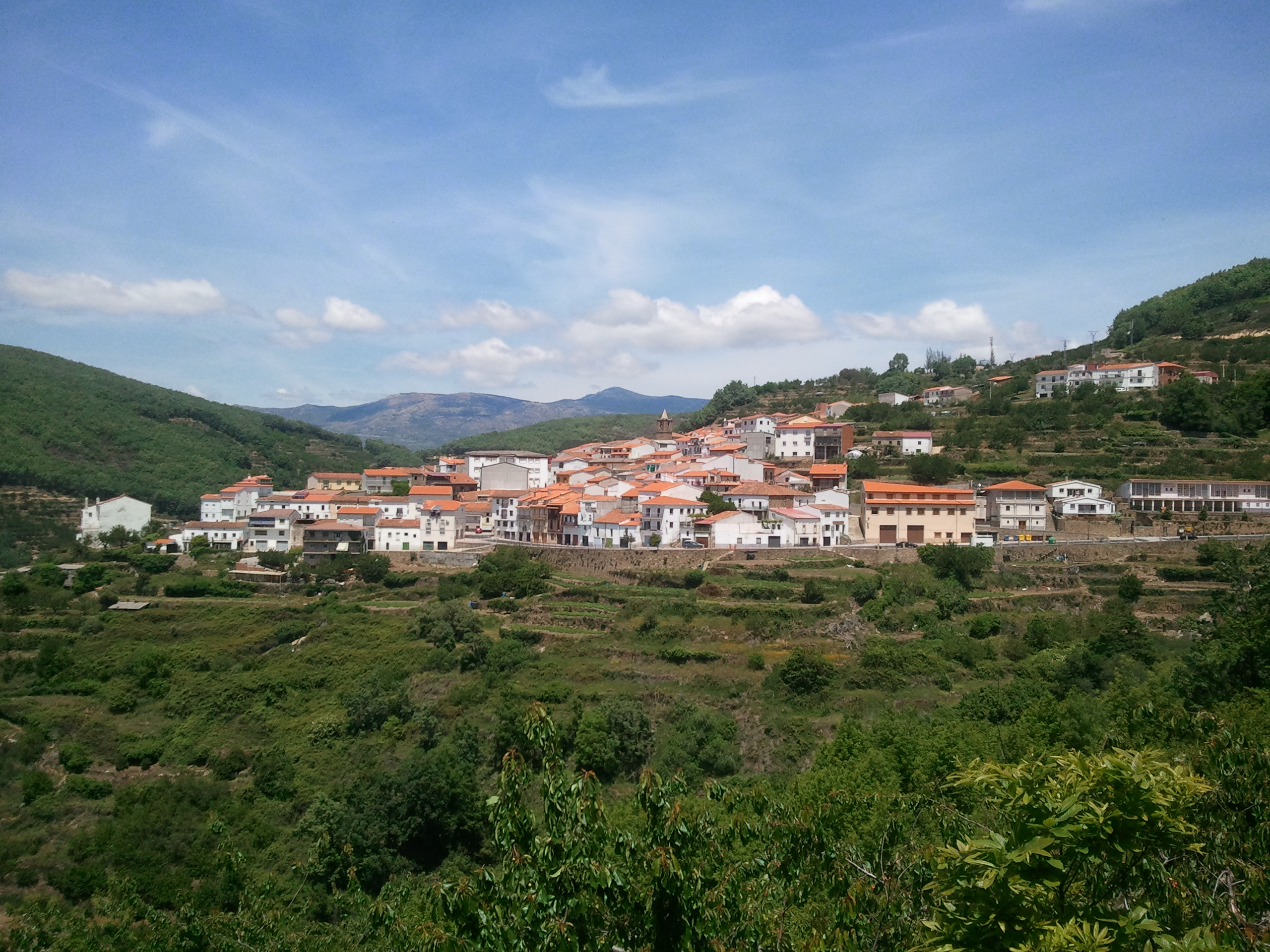
Uitzicht op Barrados
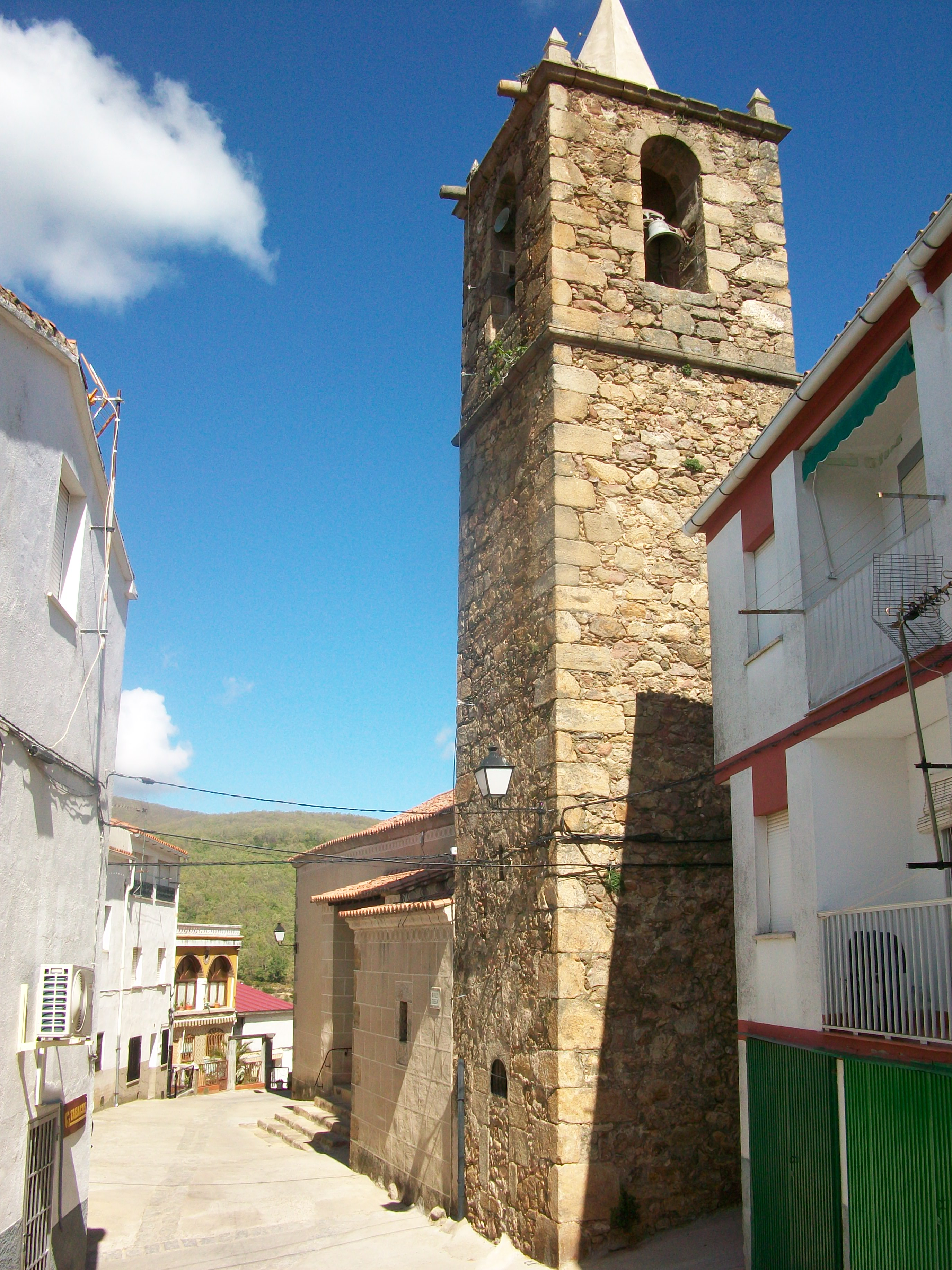
Kerk van Barrado